# Berga gård, Danderyd

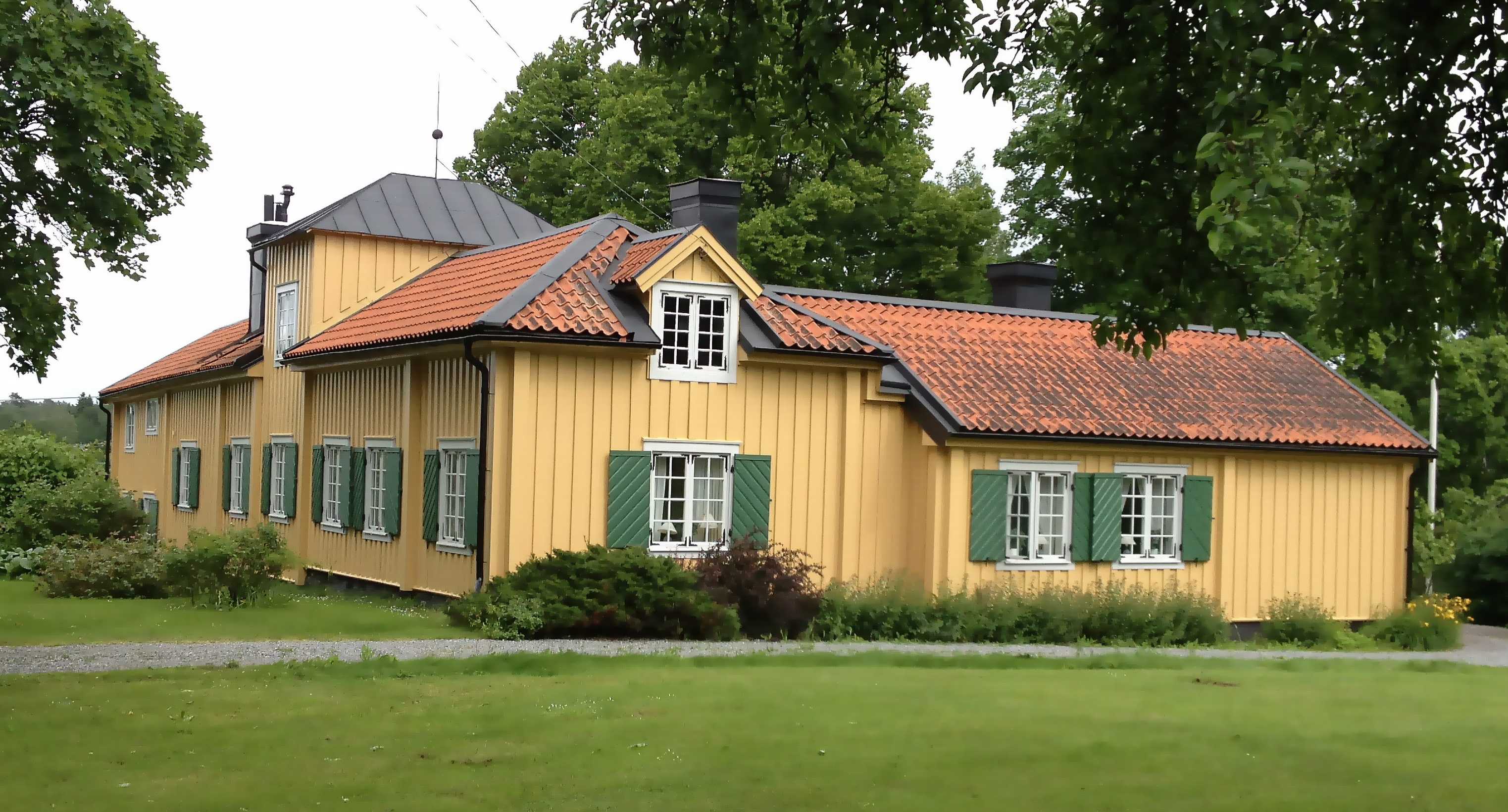
Berga gårds huvudbyggnad.

Berga gård är ett tidigare jordbruk i Danderyd. Gårdens huvudbyggnad ägs numera av Danderyds kommun. Berga gård ligger strax söder om Danderyds kyrka och öster om Roslagsvägen. De flesta ekonomibyggnaderna är rivna.
Gårdens namn är dokumenterat till slutet av 1500-talet, men dess historia är troligen äldre. Gården var en självständig gård, ett skattehemman, till 1570-talet då det övertogs av Djursholmsgodset. 
En flygelbyggnad på gården användes som småskola under en period vid slutet av 1800-talet. Delar av gården styckades successivt av för andra ändamål. Jordbruksverksamheten pågick fram till mitten av 1960-talet, då gården såldes till Danderyds köping. Berga gårds huvudbyggnad klassificeras i kommunens kulturmiljöhandbok som "omistlig".
Författaren August Blanche som har beskrivit livet i Danderyd under den förra hälften av 1800-talet namnger en berättelse, Ungresen på Berga i samlingen Berättelser efter klockaren i Danderyd, efter Berga gård.